# Kimberley Leggett
Kimberley Ann Estrop-Leggett (Tanjung Bungah, 23 marzo 1993) è una modella malese, vincitrice del concorso Miss Universo Malesia 2012, che le ha dato la possibilità di rappresentare la Malaysia a Miss Universo 2012.

## Biografia
Nata e cresciuta come figlia unica. a Tanjung Bungah, Kimberley Leggett è fluente in inglese, Bahasa Melayu e francese ed è di origini britanniche e serani
Leggett ha partecipato al Miss Universe Malaysia 2012's BeautyCamp, dove è diventata una delle favorite del pubblico. È stata quindi incoronata Miss Universo Malesia 2012 il 10 novembre 2011 presso il Sunway Pyramid Convention Centre da Deborah Priya Henry. Durante il concorso, la modella ha inoltre ottenuto i titolo di Miss Photogenic e Nestle Fitnesse Award.
Dopo la vittoria del titolo, la Leggett si è fatta portavoce della campagna umanitarie 1Malaysia e testimonial della guida sicura.